# Cay Ljosdal
Cay Ljosdal (7 dicembre 1950) è un ex calciatore norvegese, di ruolo centrocampista.

## Carriera
Ljosdal ha vestito la maglia dello Start dal 1969 al 1982. Con questa maglia ha esordito nelle competizioni europee per club: il 18 settembre 1974 è stato schierato titolare nella sconfitta per 1-2 subita contro il Djurgården, in una sfida valida per l'edizione stagionale della Coppa UEFA. Ha contribuito alle vittorie di due campionati da parte dello Start, nel 1978 e nel 1980.

## Palmarès

### Competizioni nazionali
- Campionato norvegese: 2

Start: 1978, 1980